# Nordkoreas evige president
Republikens evige president är i Nordkorea en hedersbeteckning använd om Kim Il Sung (avliden 1994), tillkommen genom en ändring i grundlagens preambel år 1998, enligt vilken "Koreas arbetarparti, Demokratiska folkrepubliken Korea och det koreanska folket skall högakta den store ledaren kamrat Kim Il Sung såsom Republikens evige president och fullfölja den Jucherevolutionära saken till sitt slut genom att försvara, frambära och utveckla kamrat Kim Il Sungs idé och åstadkommanden". I 1998 års grundlag avskaffades presidentposten och landet styrs nu av regeringschefen (Kim Jae-ryong sedan 2019), ordföranden för högsta folkförsamlingens presidium (Kim Yong-nam sedan 2011) samt ordföranden för Nationella försvarskommissionen (Kim Jong Un), som i praktiken är landets högste ledare. Beteckningen "Republikens evige president" förekommer endast en gång i förordet till grundlagen, och inte i själva lagtexten; "ämbetet" är inte förknippat med några befogenheter, privilegier etc.